# Oligoenoplus luzonicus
Oligoenoplus luzonicus är en skalbaggsart som beskrevs av Schwarzer 1926. Oligoenoplus luzonicus ingår i släktet Oligoenoplus och familjen långhorningar.
Artens utbredningsområde är Filippinerna. Inga underarter finns listade i Catalogue of Life.